# 非紳士特攻隊
《非紳士特攻隊》（英語：The Ministry Of Ungentlemanly Warfare）是一部2024年美英合拍的間諜動作片，由蓋·瑞奇執導，艾瑞許·阿梅爾、艾瑞克·約翰遜、保羅·湯瑪西和瑞奇共同撰寫劇本，改編自達米安·路易斯的2014年書籍《邱吉爾的秘密戰士：二戰特種部隊無賴的爆炸性真實故事》（Churchill's Secret Warriors: The Explosive True Story of the Special Forces Desperadoes of WWII），講述了虛構版本的郵務局長行動。電影由亨利·卡維爾、艾莎·岡薩雷、艾倫·瑞奇森、艾力克斯·派帝佛、希羅·范恩斯·提芬、巴布斯·奧盧桑莫昆、亨利·札加、提爾·史威格、亨利·高汀和凱瑞·艾文斯主演。在片中，溫斯頓·邱吉爾在二戰成立的特別行動執行處接下秘密任務，以阻止納粹對戰爭的進一步影響。
《非紳士特攻隊》由獅門娛樂定檔2024年4月19日在美國上映。

## 劇情
1941年末，第二次世界大戰期間，英國奮力阻止納粹德國佔領歐洲的企圖，倫敦經常遭受德國空軍的轟炸。隨著補給船和援助船不斷被德國潛艇擊沉，「M」古賓斯準將在溫斯頓·邱吉爾首相的間接支持下，秘密發起「郵務局長行動」，旨在破壞納粹的軍事行動。當SOE特務瑪喬莉·史都華和理查·赫倫乘火車離開時，古賓斯招募古斯·馬奇-菲利普斯組建地面小隊，摧毀義大利補給艦「奧斯塔公爵夫人號」（Duchessa d'Aosta）及其兩艘拖船。
古斯和盟友亨利·海耶斯、佛萊迪·阿爾瓦雷茲和丹麥海軍軍官安德斯·拉森乘坐中立的瑞典拖網漁船榮譽號（Maid of Honor），開始緩慢航行到費爾南多波島。古斯決議要救出遭盖世太保逮住的SOE特務傑佛瑞·艾普亞，於是改變路線前往納粹控制的拉帕爾馬島執行救援任務。與此同時，瑪喬莉和赫倫提前抵達費爾南多波；赫倫利用在當地經營的「非法」賭場為古斯的團隊招募後備人員，而瑪喬莉引誘了黨衛軍的負責指揮官海因里希·魯爾。
古斯得知公爵夫人號打算提前三天出發後，冒著未授權任務被發現的風險，讓他的船員穿越英國對納粹佔領的西非的海軍封鎖線。在預定的突襲當晚，瑪喬莉和赫倫得知，魯爾對公爵夫人號的船體進行了加固。古斯和艾普亞幾乎沒有及時收到警告，在古賓斯手下的一名內奸向高級指揮部透露了這一任務後，古斯和艾普亞決定他們最好的行動方案是劫持這些船艦。魯爾發現了瑪喬莉的身分；但在古斯等人的突襲行動展開後，魯爾被瑪喬莉朝頭部開槍身亡。古斯等人順利拖走船艦並將其交付給拉各斯外圍的英國艦隊，但仍被逮捕。在等待軍事法庭審判時，他們被邱吉爾解救，並被招募為私人使用的「非紳士特攻隊」（Ministry of Ungentlemanly Warfare）。邱吉爾稱他們的行為不僅嚴重損害了納粹的海軍實力，而且還讓美國加入歐洲戰區。
片尾字幕揭示了幾位主角的後續：古斯成為戰爭英雄，在戰爭期間指揮了幾次類似的襲擊，然後在瑪喬莉成為演員時與她結婚；艾普亞因在這次任務中所發揮的作用而受到多項嘉獎，令乔治六世感到驚訝；海耶斯後來成為卓有成就的間諜，因在一年的納粹酷刑中倖存下來而未服輸而聞名。拉森直到1945年去世為止，持續參加組織外的突襲任務。身為古賓斯同夥的的伊恩·佛萊明將郵政局長行動作為詹姆斯·龐德小說的靈感基礎。

## 演員
- 亨利·卡維爾飾演古斯·馬奇-菲利普斯（英语：Gus March-Phillipps）
- 艾莎·岡薩雷飾演瑪喬莉·史都華（英语：Marjorie Stewart (actress)）
- 艾倫·瑞奇森飾演安德斯·拉森（英语：Anders Lassen）
- 艾力克斯·派帝佛飾演傑佛瑞·艾普亞（英语：Geoffrey Appleyard）
- 巴布斯·奧盧桑莫昆（英语：Babs Olusanmokun）飾演赫倫（Heron）
- 凱瑞·艾文斯飾演「M」古賓斯準將（英语：Colin Gubbins）
- 希羅·范恩斯·提芬飾演亨利·海耶斯（英语：Graham Hayes）
- 亨利·高汀飾演佛萊迪·阿爾瓦雷茲（Freddy Alvarez）
- 罗里·金尼尔飾演溫斯頓·邱吉爾
- 提爾·史威格飾演海因里希·魯爾（Heinrich Luhr）
- 弗雷迪·福克斯飾演伊恩·佛萊明
- 巴布斯·奧盧桑莫昆（英语：Babs Olusanmokun）飾演赫倫（Captain Binea）
- 恩里克·札加（英语：Henry Zaga）飾演比內亞上尉（Kambili Kalu）

## 製作
2022年10月，宣佈蓋·瑞奇將編導一部改編自達米安·路易斯的小說《非紳士特攻隊》（或稱為《邱吉爾的秘密戰士：二戰特種部隊無賴的爆炸性真實故事》）的電影，該片由亨利·卡維爾和艾莎·岡薩雷主演。2023年2月，艾倫·瑞奇森、亨利·高汀、艾力克斯·派帝佛、凱瑞·艾文斯、希羅·范恩斯·提芬、巴布斯·奧盧桑莫昆、蒂爾·施魏格爾和亨利·札加參演。
電影開拍當天，狮门影视公司宣布已獲得該片的美國發行權，預定2024年院線上映，黑熊影業已出售該片在國際市場的發行權給Prime Video。

### 拍攝
電影2023年2月13日在土耳其開始進行主體拍攝，拍攝地點包括安塔利亞。4月，電影在土耳其宣告殺青。

## 反響

### 票房
在美國和加拿大，《非紳士特攻隊》與《噬血芭蕾》和《劇場版 SPY×FAMILY CODE: White》同天上映，外界預估首映週末在2700家影院獲得500萬至800萬美元的票房。本片首日票房為370萬美元，其中145萬美元來自週四晚間的提前場。本片的首映票房為900萬美元，位居當週票房排名第四，落後於《帝國浩劫：美國內戰》、《噬血芭蕾》和《哥吉拉與金剛：新帝國》。

### 評價
本片在爛番茄網站上根據165名影評人的評分，新鮮度達68%，平均得分6.1／10。該網站的共識影評：「《非紳士特攻隊》是蓋·瑞奇萬神壇中的又一力作，將一則勇敢的真實故事升級成極度火爆的動作片，即使缺乏懸念，也充滿了奇觀。」在Metacritic網站上，電影根據38名影評人的評分，取得55分（滿分100），象徵「好壞參半的評價」。

## 外部連結
- 互联网电影数据库（IMDb）上《非紳士特攻隊》的资料（英文）
- Metacritic上《非紳士特攻隊》的資料（英文）
- Box Office Mojo上《非紳士特攻隊》的資料（英文）
- 爛番茄上《非紳士特攻隊》的資料（英文）
- AllMovie上《非紳士特攻隊》的资料（英文）
- 開眼電影網上《非紳士特攻隊》的資料（繁體中文）
- 豆瓣电影上《非紳士特攻隊》的資料 （简体中文）